# Estado E
El estado E (en chino: 鄂国, chino moderno È guó, chino antiguo *ŋˤaɡ qʷˤәk) era un estado en el centro de China en tiempos de la dinastía Shang (1600-1046 a. C.), hasta su derrocamiento en el año 863 a. C. El Estado E se originó en lo que hoy es la provincia de Henan donde fue trasladado hasta la provincia de Hubei. Su líder era una de las Tres Excelencias dado por el rey Zhou de Shang durante finales de la dinastía. Su gobernante se titulaba marqués (侯, hóu).

## Orígenes
Hay varias teorías sobre el origen del Estado E, incluso que sus habitantes originales eran descendientes de los baiyue o de la cultura Daxi, desaparecida en el 3000 a. C. Otra teoría afirma que durante la dinastía Shang, los descendientes del Emperador Amarillo de apellido Jí (姞) se les concedió la tierra por el rey Zhou de Shang alrededor de lo que hoy es el condado Xiangning de la ciudad de Linfén, provincia de Shanxi, hasta que se convirtió en el Estado E.

## Final
En 863 a. C. un ejército de Zhou destruyó el pequeño feudo y el rey permitió su anexión por Chu.